# حديقة الآثمين

التسلسل الزمني للرواية Kara no Kyōkai

حديقة الآثمين هي رواية خفيفة يابانية من تأليف كينوكو ناسو ورسم تاكاشي تاكوشي. صدرت لأول مرة عام 1998. اقتبست الرواية إلى سلسلة من سبعة أفلام أنمي من إنتاج يوفوتيبل بين عام 2007 وعام 2009. وحلقة خاصة عام 2011. وفيلم اخير عام 2013.

## القصة
تدور احداث القصة في اليابان، في أواخر التسعينات، وتركز على شيكي ريوجي وريثة عشيرة ريوجي، وعلاقتها بزميلها كوكتو ميكيا.
تعتمد الرواية الخفيفة والافلام على السرد غير الخطي.
| تسلسل الاصدار | اسم العمل                  | الترتيب الزمني |
| ------------- | -------------------------- | -------------- |
| 1             | Overlooking View           | 5              |
| 2             | A Study in Murder – Part 1 | 1              |
| 3             | Remaining Sense of Pain    | 3              |
| 4             | The Hollow Shrine          | 2              |
| 5             | Paradox Spiral             | 6              |
| 6             | Oblivion Recording         | 7              |
| 7             | A Study in Murder – Part 2 | 8              |
| 8             | Epilogue                   | 9              |
| 9             | Future Gospel              | 4 و 10         |

## روابط خارجية
- حديقة الآثمين على موقع ANN anime (الإنجليزية)